# Pentila derema
Pentila derema är en fjärilsart som beskrevs av Embrik Strand 1911. Pentila derema ingår i släktet Pentila och familjen juvelvingar. Inga underarter finns listade i Catalogue of Life.